# Jungshoved
Jungshoved er en halvø sydøst for Præstø. Den afgrænses mod nord af Præstø Fjord, mod øst af Faxe Bugt og mod sydvest af Jungshoved Nor. Midt på halvøen ligger landsbyen Jungshoved By. På en pynt længst mod sydvest ligger Jungshoved Voldsted og Jungshoved Kirke. Pynten længst mod øst kaldes ligeledes for Jungshoved.